# Temperatura de Boyle
La temperatura de Boyle és aquella temperatura a la qual un gas real es comporta gairebé com un gas ideal. A aquesta temperatura el gas té un factor de compressibilitat (Z)=1.
En una representació gràfica del factor de compressibilitat (abcisses) respecte de la pressió (ordenades), la temperatura de Boyle correspon a la primera en la qual no existeix un mínim. Si a i b són els paràmetres de van der Waals, la temperatura de Boyle es pot calcular com
{\displaystyle T_{b}={\frac {a}{Rb}}}
Algunes temperatures de Boyle són:
- Heli: 17.6 kèlvins
- Neó: 14.9 kèlvins
- Hidrogen: 111 kèlvins
- Aigua: 321 kèlvins[1]